# ثقافة روسية

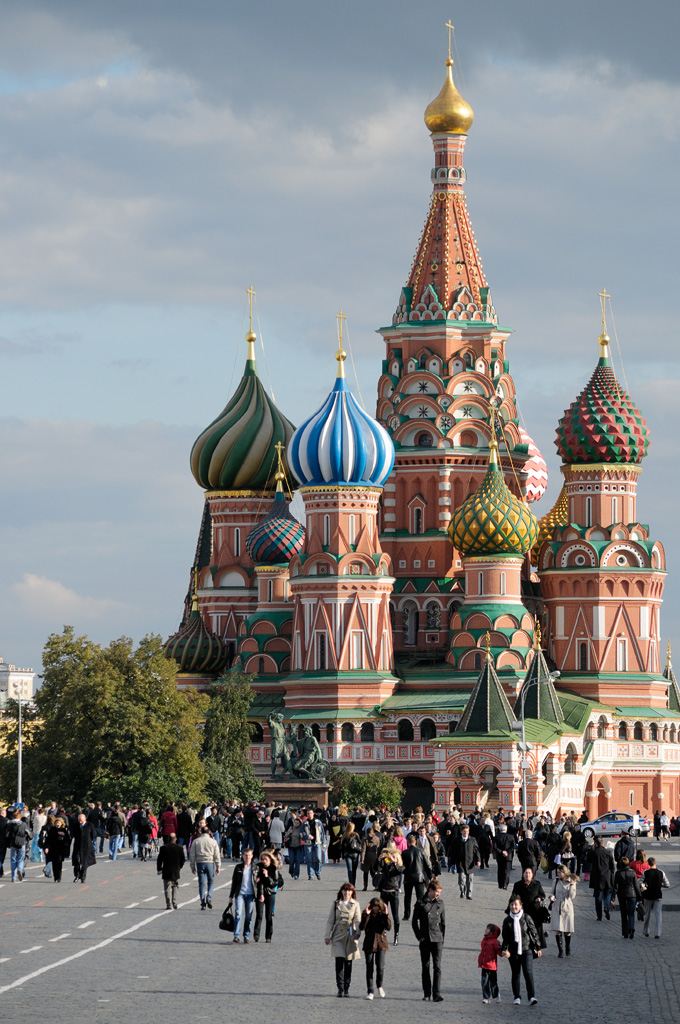
كاتدرائية القديس باسيل في الميدان الأحمر بموسكو

تمتلك الثقافة الروسية الخاصة بالروس (إلى جانب ثقافات العديد من الإثنيات الأخرى التي تتشابك فيما بينها ضمن الاتحاد الروسي) تقليدًا طويلًا من الإنجازات في شتى المجالات، ولا سيما فيما يتعلق بالأدب والرقص الشعبي والفلسفة والموسيقى الكلاسيكية والموسيقى الشعبية التقليدية، والباليه والعمارة والرسم والسينما والرسوم المتحركة والسياسة، والتي كان لها جميعها الكثير من التأثير على الثقافة العالمية. تتمتع روسيا أيضًا بثقافة مادية ثرية وتراث تقني.
نشأت الثقافة الروسية من ثقافة السلاف الشرقيين، مع معتقداتهم الوثنية وطريقتهم الخاصة في الحياة في المناطق المغطاة بالغابات والسهول ومناطق الغابات في أوروبا الشرقية وأوراسيا. كان من ضمن ما تأثرت به الثقافة الروسية والشعب السلافي في روسيا في البداية كثيرًا:
- البدو الأتراك (التتار والقفجاق) والقبائل ذات الأصل الإيراني من خلال الاتصالات الثقافية المكثفة في السهوب الروسية.
- الشعوب الفينية الأوغرية، وشعوب البلطيق والاسكندنافيين (الشعوب الجرمانية) عبر الشمال الروسي.
- فضلًا عن شعب الإمبراطورية البيزنطية (خاصة اليونانيين) التي حافظت روسيا القديمة على روابط ثقافية قوية معها.[8]

في أواخر الألفية الأولى بعد الميلاد، أثرت ثقافة بحر الشمال لدى الفارانجيين (الفايكينغ الإسكندنافيين)، وفي منتصف الألفية الثانية أيضًا على الثقافة الروسية. تشكلت القبائل السلافية الأولى في روسيا الأوروبية بهيئتها من خلال اندماج ثقافات الشمال الأوروبي وأوروبا الشرقية وآسيا الشرقية التي شكلت الهوية الروسية في منطقة الفولغا وفي ولايتي روس كاجاناتي وروس الكييفية. بدأ المرسلون المسيحيون الأرثوذكس يتوافدون من الإمبراطورية الرومانية الشرقية في القرن التاسع، واعتنقت روس الكييفية رسميًا المسيحية الارثوذكسية في عام 988. يُعرف ذلك إلى حد كبير ضمن الثقافة الروسية في الألفية التي تلتها بأنها توليف للثقافات السلافية والبيزنطية. تشكلت روس أو روسيا، وطورت ثقافتها وتأثرت من خلال موقعها بين الثقافات الأوروبية والآسيوية حتى تطورت ثقافة روسية أوراسية.
بعد سقوط القسطنطينية على يد العثمانيين الأتراك في عام 1453، ظلت روسيا الدولة الأرثوذكسية الأكبر على مستوى العالم، ثم أعلنت في نهاية المطاف الخلافة على الإرث البيزنطي في هيئة فكرة روما الثالثة. كانت روسيا القيصرية بين عامي 1547 و1721 من بين الفترات المهمة في التاريخ الروسي حيث نشأت العديد من السمات الثقافية الروسية وتطورت. خلال فترات مختلفة من التاريخ الروسي، كانت ثقافة أوروبا الغربية أيضًا تفرض تأثيرًا قويًا على المواطنين الروس. أثناء فترة الإمبراطورية الروسية التي قامت في الفترة بين عامي 1721 و1917، أُلغي لقب القيصر وسُمي حُكام روسيا بالأباطرة. طورت إصلاحات بطرس الأكبر (الذي حكم بين عامي 1682 و1725 في الإمبراطورية الروسية) الثقافة الروسية لقرنين من الزمان إلى حد كبير ضمن السياق العام للثقافة الأوروبية بدلًا من اتباع أساليبها الفريدة. تغير الموقف في القرن العشرين، عندما أصبحت الأيديولوجية الشيوعية المميزة المستوردة من أوروبا تشكل عاملًا رئيسيًا في ثقافة الاتحاد السوفييتي، حيث كانت روسيا، في هيئة جمهورية روسيا الاتحادية الاشتراكية السوفيتية، هي الجزء الأكبر والرئيسي منه. شكلت ثقافة الاتحاد السوفييتي بشكل حاسم هيئة الجمهورية السوفييتية السابقة، وبالتالي الثقافة الروسية.
على الرغم من أن روسيا تأثرت بأوروبا الغربية والعالم الشرقي والثقافات الشمالية والإمبراطورية البيزنطية لأكثر من 1000 عام منذ أيام روسيا القديمة، وهي مرتبطة ثقافيًا بها، إلا أنه كثيرا ما يقال أنه وبسبب تاريخها وجغرافيتها وسكانها (الذين ينتمون إلى أسر مختلفة في اللغات ولكنهم أصبحوا جزءًا لا يتجزأ من اللغة والثقافة الروسية)، طورت البلاد شخصية تتسم بالعديد من الجوانب الفريدة من نوعها للحضارة الروسية التي تختلف في أجزاء كثيرة عن الثقافتين الغربية والشرقية على حد سواء.
في يومنا هذا، يرتب مؤشر تصنيف الأمم الثقافة الروسية في المرتبة السابعة عالميًا من حيث الأهمية استنادًا إلى مقابلات مع نحو 20 ألف شخص من بلدان غربية ومن الشرق الأقصى. نظرًا للتأخر نسبيًا في مشاركة روسيا في العولمة الحديثة وفي السياحة الدولية، فإن العديد من جوانب الثقافة الروسية، مثل النكات الروسية والفن الروسي، تظل غير معروفة إلى حد كبير لدى الأجانب.

## اللغة والأدب
توجد في روسيا 160 مجموعة عرقية تتحدث 100 لغة ونيف. وفقا لإحصاء سكاني عام 2002، فإن 142.6 مليون شخص يتكلمون اللغة الروسية، يليها التترية والأوكرانية بتعداد 5.3 مليون و1.8 مليون على التتالي. اللغة الروسية هي اللغة الرسمية الوحيدة في الدولة، ولكن الدستور يمنح الجمهوريات الروسيّة كل منها الحق في جعل لغتها الأصلية مشتركة إلى جانب اللغة الروسية. رغم انتشار اللغة الروسية على نطاق واسع، فإن اللغة الروسية متجانسة في مختلف أنحاء روسيا. الروسية هي اللغة الأكثر انتشارًا جغرافيا في أوراسيا وأكثر اللغات السلافية انتشار. تنتمي الروسية إلى أسرة اللغات الهندوأوروبية وهي واحدة من اللغات الحية بين مجموعة اللغات السلافية الشرقية؛ أما البقية فهي من البيلاروسية والأوكرانية وربما الروسينية). توجد وثائق حول أمثلة مكتوبة من السلافية الشرقية القديمة (الروسية القديمة) منذ القرن العاشر وما بعده.
تنشر أكثر من ربع المطبوعات العلمية في العالم باللغة الروسية. تطبق الروسية أيضًا وسيلة للترميز وتخزين المعارف العالمية إذ يُنشر ما بين 60% إلى 70% من جميع المعلومات العالمية باللغتين الإنجليزية والروسية. تعتبر هذه اللغة إحدى اللغات الرسمية الست للأمم المتحدة.

### الفلكلور
يضرب الفلكلور الروسي الجديد بجذوره في المعتقدات الوثنية للسلاف القدماء الذين ما زالوا ظاهرين حاليًا في الفلكلور الروسي. تعد ملحمة بيلينا الروسية أيضًا جزءًا مهمًا من الأساطير السلافية. سُجلت أقدم بيلينا وتدعى «كيفان» (قصيدة أسطورية فلكلورية محكية باللغة السلافية الشرقية) في الشمال الروسي، خاصة في كاريليا، حيث تم تسجيل معظم ملحمة كاليفالا الوطنية الفنلندية أيضًا.
تم تبني العديد من القصص الخيالية الروسية والبيلينات إلى الرسوم المتحركة الروسية، أو للأفلام الروائية لمخرجين مشهورين مثل أليكسندر بتوشكو (إيليا موروميتس، سادكو) وألكساندر رو (موروزكو، فاسيليسا الجميلة). خلق بعض الشعراء الروس، بما في ذلك بيوتر يرشوف و ليونيد فيلاتوف، عددًا من التفسيرات الشعرية المعروفة للحكايات الروسية الكلاسيكية، وفي بعض الحالات، مثل قصة الكسندر بوشكين، قاموا أيضًا بصنع قصائد خيالية أصلية تمامًا أصبحت مشهورة جدًا.
ينظر الفلكلوريون اليوم إلى عشرينيات القرن العشرين باعتبارها العصر الذهبي من الفولكلور في الاتحاد السوفييتي. لم تزعج الحكومة الجديدة المتعثرة، التي كان عليها أن تركز جهودها على تأسيس نظام إداري جديد وبناء الاقتصاد المتخلف في البلاد، نفسها بمحاولة السيطرة على الأدب، حتى أن دراسات الفولكلور ازدهرت آنذاك. كان هناك اتجاهان رئيسيان للدراسة الفلكلورية خلال ذلك العقد: المدارس الرسمية والفنلندية. ركزت الشكلية على الشكل الفني للحكايات القديمة والحكايات الأسطورية الحميمية، وتحديدًا استخدامها للهياكل المميزة والوسائل الشعرية. كانت المدرسة الفنلندية مهتمة بالصلات بين الأساطير ذات الصلة في مختلف مناطق أوروبا الشرقية. جمع الباحثون الفنلنديون حكايات مماثلة من عدة مواقع وحللوا أوجه الشبه والاختلافات بينهم، آملين تتبع مسارات هجرة هذه القصص الملحمية.       

## المتاحف
- متحف الأرميتاج من أشهر المتاحف في العالم. يقع على نهر النيفا في مدينة سانت بطرسبورغ. ويحتوي على أكثر من 3 ملايين مجموعة فنية تظهر التطور الثقافي والفني في العالم من العصر الحجري إلى الآن. والمتحف مزود بتقنيات حديثة ومتطورة لتزويد المهتمين والزائرين بجميع المعلومات عن المتحف وكنوزه.
- غاليري تريتياكوف في موسكو (المتحف الوطني الروسي للفنون). يحتوي المتحف على رسوم وأعمال فنية روسية يقارب عددها المائة والثلاثين ألف لوحة. ويضم غاليري تريتيكوف لوحات لفنانين روس معاصرين. مثل اندريه روبليوف وكارافاك وفيشنياكوف ونيكيتين وأنتروبوف وليفيتسكي وغيرهم.أسس هذا المتحف في عام 1856.م من قبل تاجر روسي اسمه بافيل ترتيكوف.
- متحف فنون شعوب الشرق: أسس هذا المتحف عام 1918. حوالي 160 ألف قطعة ويضم مقتنياته من القطع والأعمال الفنية الفريدة، تتضمن هذه التحف الفنية لوحات وتماثيل ومخطوطات من الشرق الأوسط والشرق الأقصى مثل اليابان وكوريا وإيران وآسيا الوسطى.
- متحف الكرملين الروسي: يقع متحف الكرملين في وسط العاصمة الروسية موسكو. ويتميز ببنائه الفريد من نوعه، حيث تبرز جدرانه الضخمة وأبراجه الذهبية المقببة. أما قصوره القديمة فتقف شامخة على تلة باروفيتسكايا حيث نهر موسكو. تجتمع هذه الآثارلتشكل طرازا معماريا يشهد على رقي الفن المعماري الروسي. كما يوجد في داخل الكرملين العديد من المتاحف التي تحتوي على كنوز القياصرة الروس.
- متحف بوشكين للفنون: سمي بمتحف الإمبراطور ألكسي الثالث ومن ثم سمي في عام 1932 بالمتحف الوطني للفنون. وفي عام 1937 سمي بمتحف بوشكين تيمنا بالشاعر الروسي العظيم ألكسندر بوشكين.

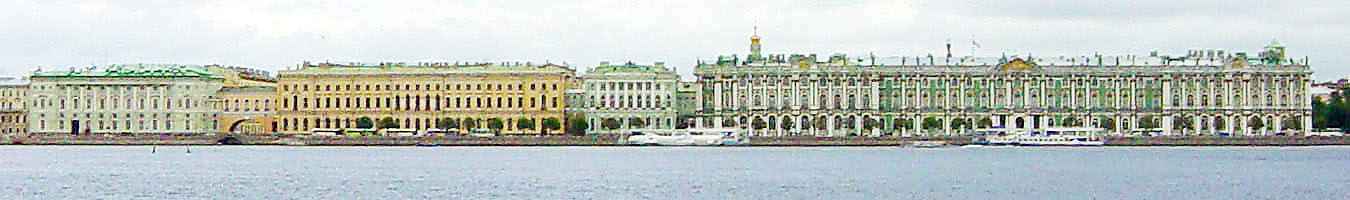
متحف الارميتاج : من اليسار إلى اليمين : مسرح الأرميتاج، والأرميتاج القديم، والصومعة الصغيرة، وقصرالشتاء (مع الصومعة الجديدة، التي تقع خلف الأرميتاج القديم)